# Стронг, Джордж Темплтон (композитор)
Джордж Темплтон Стронг (англ. George Templeton Strong; 26 мая 1856, Нью-Йорк — 27 июня 1948, Женева) — американский композитор.
Сын Джорджа Темплтона Стронга (1820—1875), юриста и мемуариста, который был известен и как любитель музыки, органист-дилетант и член попечительского совета Нью-Йоркского филармонического общества. Стронг-младший учился игре на фортепиано и скрипке, затем предпочёл им гобой, на котором играл в оркестре Метрополитен-опера. С 1879 г. учился в Лейпцигской консерватории у Саломона Ядассона и Рихарда Хофмана, одновременно играя в оркестре Гевандхауса на альте. C 1881 г. некоторое время жил в Веймаре, входя в окружение Ференца Листа, которому посвятил первое заметное сочинение — симфоническую поэму «Ундина» Op. 14 (1883). Затем жил и работал в Висбадене, где сдружился с Эдуардом Макдауэллом; висбаденский период стал самым плодотворным для Стронга-композитора, вершина его творчества этого периода — посвящённая Макдауэллу Симфония № 2 соль минор Op. 50. По приглашению Макдауэлла вернулся в 1891 г. в США, чтобы преподавать в Консерватории Новой Англии, однако уже в следующем году по состоянию здоровья вышел в отставку и вернулся в Европу, поселившись в швейцарском городе Веве и посвятив себя занятиям акварелью; Стронг достиг профессионального уровня как художник-акварелист и стал одним из соучредителей Общества акварелистов кантона Во. Швейцарская премьера Второй симфонии в 1912 году вернула Стронгу интерес к музыкальному творчеству; из его последующих сочинений наибольшее значение имеют симфоническая поэма «Король Артур» (1916, премьера исполнена в том же году Оркестром романской Швейцарии под управлением Эрнеста Ансерме) и Двадцать четыре прелюдии для фортепиано (1929).
Первая запись произведений Стронга была осуществлена в 2002 г. Московским симфоническим оркестром под управлением швейцарского дирижёра Адриано.